# Ковали (Починковский район)
Ковали — деревня в Починковском районе Смоленской области России. Входит в состав Лысовского сельского поселения. Население — 101 житель (2007 год). 
Расположена в центральной части области в 37 км к юго-востоку от Починка, в 21 км восточнее автодороги А141 Орёл — Витебск, на берегу реки Остёр. В 20 км западнее деревни расположена железнодорожная станция Стодолище на линии Смоленск — Рославль. 

## История
В годы Великой Отечественной войны деревня была оккупирована гитлеровскими войсками в июле 1941 года, освобождена в сентябре 1943 года.